# Оругеро сулавеський
Оруге́ро сулавеський (Lalage leucopygialis) — вид горобцеподібних птахів родини личинкоїдових (Campephagidae). Ендемік Індонезії.

## Поширення і екологія
Сулавеські оругеро мешкають на Сулавесі та на сусідніх островах, зокрема на Таліабу. Вони живуть в тропічних і мангрових лісах, на полях і в садах.